# Kamienica Falkiewiczowska w Warszawie

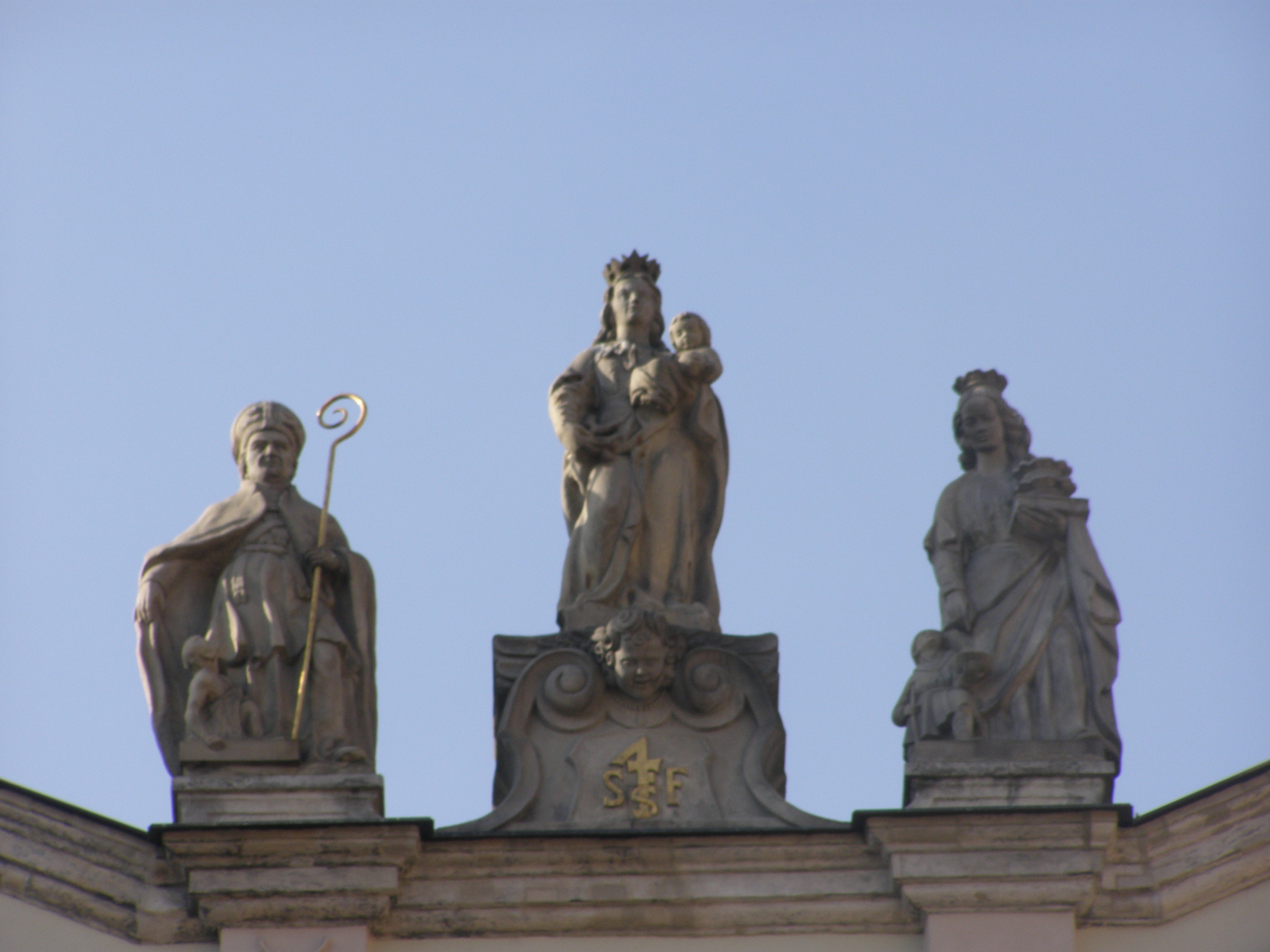
Ozdobna attyka na dachu kamienicy, pośrodku Matka Boska, po bokach święty Stanisław biskup i święta Elżbieta

Kamienica Falkiewiczowska – późnorenesansowa kamienica, znajdująca się na Rynku Starego Miasta 28 w Warszawie, na rogu przy ulicy Krzywe Koło.

## Historia
Według archiwalnych dokumentów pierwszymi właścicielami była rodzina Beneszów, którzy zamieszkiwali w niej latach 1458-1499. Kolejnymi mieszkańcami byli Rolowie. Dalszych informacji na temat właścicieli dostarczają dokumenty ławników przysięgłych z 1603 r., którzy podzielili kamienicę między Łukasza Drewnowicza i Michała Szulcza.
Po roku 1628 posesję przejął dawny rajca Warszawy – Stanisław Falkiewicz. Właściciel na podstawie własnego projektu postanowił przebudować kamienicę. Nowy wygląd budynku zdecydowanie wyróżniał się od pozostałych kamienic na Rynku Starego Miasta swoim bogactwem oraz niepowtarzalnymi wykończeniami. Falkiewicz posiadał również dwie inne kamienice nieopodal. Jedną z nich jest kamienica nr 3 przy tej samej ulicy. Rodzina Falkiewiczów zamieszkiwała kamienicę do roku 1704, czyli niemal 100 lat. Jest to bardzo znacząca informacja, ponieważ wielu historyków Warszawy długo było w przekonaniu, że w 2. poł. XVII w. właścicielami była szkocka rodzina Czemerów. Przyczyną pomyłki było niewłaściwe określenie kamienicy jako pierwszą na rogu Rynku, tymczasem chodziło o budynek Krzywe Koło 2.
Kolejnymi właścicielami była rodzina Withoffów oraz ostatecznie Josek Ambasz i Henryk hrabia Potulicki z Obór. Głównym właścicielem i budowniczym pozostaje Stanisław Falkiewicz. Dlatego też kamienicę nazywa się Kamienicą Falkiewicza bądź Falkiewiczowską.
Kamienica została spalona i częściowo zburzona w 1944. Została odbudowana w latach 1951–1953.
W 1965 roku kamienica została wpisana do rejestru zabytków.
Kamienica wraz z pozostałymi kamienicami na Stronie Dekerta jest siedzibą Muzeum Warszawy.

## Budowa

### Przed przebudową
Zachowały się nieliczne i niepewne informacje na temat wczesnej budowy kamienicy. Wiadomo, że była murowana bez śladów elementów gotyku i częściowo sklepiona. Od strony Rynku były trzy okna. Posiadała rozległe piwnice.

### Przebudowa
W 1643 r. (rok wyryty na attyce) Stanisław Falkiewicz kazał przebudować kamienicę według własnego projektu. Dlatego też obecny wygląd wnętrza i dekoracje zewnętrzne odpowiadają epoce XVII wiekowi.
Kamienica jest trzytraktowa. Korytarz jednej długości biegnie na parterze przez całą głębokość zabudowy. Od strony Rynku Starego Miasta był sklep, a za nim klatka schodowa i dodatkowe pomieszczenie od podwórka. Na tyłach budynku znajdowało się małe podwórze, które oddzielało kamienicę od budynku oficyny. Oba domy łączył drewniany ganek. Plan oficyny był bardzo podobny do planu kamienicy, dlatego można powiedzieć, że oficyna była przedłużeniem frontowego układu budynku.
Detale elewacji są dowodem, że Falkiewicz wystawił kamienicę i oficynę w jednym czasie. Bogatszą elewację ma jedynie kamienica od strony Rynku. Dach pulpitowy ze spadkiem na ulicę Krzywe Koło zasłania attyka o łamanej linii sylwetkowej. Elementami jej były obeliski, kule i trzy rzeźby świętych: Matka Boska pośrodku, święty Stanisław biskup i święta Elżbieta, którzy zapewne byli patronami Falkiewicza i jego małżonki. Na cokole rzeźby Matki Boskiej widnieje monogram FS i rok 1643. Identyczny monogram znajduje się w kluczu portalu od Rynku. Elewacja kamienicy posiada nieznaczny podział poziomy dzięki listwom (kordonom), które biegną na wysokości parapetów okiennych w poziomie pierwszego i drugiego piętra. Silnym akcentem poziomym jest dopiero gzyms wieńczący, a ponad nim wyrasta attyka, która zasłania trójkątny szczyt jednospadowego dachu.
Dzięki surowemu detalowi obramień okiennych, potrójnym łezkom na pilastrach attyki, i ogólnemu charakterowi prostych architekturę tej elewacji można zaliczyć do stylu Wazów. Można również zauważyć, że kamienice warszawskie przejęły cechy architektury dworu królewskiego i dworów magnackich w większym stopniu niżeli kamienice w innych dzielnicach Polski. Warszawskie kamienice wyróżniają się bogatszym wystrojem elewacji, pozostających pod silnym wpływem architektury Niderlandów.
Pozostałe dwie elewacje budynku Falkiewiczów są bardzo skromne. Poziome pasy kordonów z rzadko rozstawionymi oknami i gzyms wieńczący to cała elewacja. Z kolei od podwórza nie ma już attyki. Istnieje natomiast trójkątny niesymetryczny szczyt, pewnie późniejszego pochodzenia.

### Opis XIX-wieczny
Z dokumentów hipotecznych z połowy XIX w. można znaleźć dokładniejszy opis oficyny i samej kamienicy. Parkan od Krzywego Koła był murowany. Komórki ze starych desek postawione w podwórzy pokryte gontami. Kloaka z desek postawiona była między kamienicą a oficyną w podwórzu, a nad nią dach również pokryty gontami. Samo podwórko było brukowane i miało 36 łokci kw., czyli 9 m². Po lewej stronie znajdowały się drewniane schody, prowadzące na piętro oficyny. Pod nimi był śmietnik.